# ロバート・アレン (ボクサー)
ロバート・アレン（Robert Allen、1969年6月7日 - ）は、アメリカ合衆国の元プロボクサー。ジョージア州アトランタ出身。元IBF世界ミドル級暫定王者。

## 来歴
1993年2月27日、プロデビュー戦を行い4回TKO負け。
1994年11月22日、ダーレン・ドリントンと対戦し5回TKO勝ち。
1995年3月30日、WBCインターナショナルミドル級王者リカルド・ラウル・ヌーニェスと対戦し4回負傷判定勝ちで王座獲得に成功した。
1998年8月28日、ラスベガス・ヒルトンでIBF世界ミドル級王者バーナード・ホプキンスと対戦。レフェリーのミルズ・レーンがクリンチを分けた際に、ホプキンスがリング外に転落し負傷。4回2分57秒無効試合に終わった。
1998年9月19日、アブドラ・ラマダンとIBF世界ミドル級暫定王座決定戦を行い、初回2分46秒TKO勝ちで王座獲得に成功した。
1999年2月6日、バーナード・ホプキンスと2度目の対戦となる王座統一戦。2回と6回にダウンを奪われ7回1分18秒TKO負けで初防衛と王座統一に失敗した。
2004年6月5日、WBA・WBC・IBF世界ミドル級スーパー王者バーナード・ホプキンスと3度目の対戦を行い12回3-0の判定負けで王座獲得に失敗した。
2007年5月18日、モイセス・マルチネスと対戦し6回3-0の判定勝ちを最後に現役を引退した。

## 獲得タイトル
- WBCインターナショナルミドル級王座
- USBA全米ミドル級王座
- NABA北米ミドル級王座
- NABF北米ミドル級王座
- 第2代PABAミドル級王座
- IBF世界ミドル級暫定王座（防衛0度）